# Мандото
Мандото (на малгашки: Mandoto) е селище и община в централен Мадагаскар, регион Вакинанкаратра, окръг Бетафо. Населението на общината през 2001 година е 36 773 души.